# Valuk
LKOV Valuk (LKOV = словен. Lahko kolesno oklepno vozilo, дос. «легкий колісний броньований автомобіль») — удосконалена версія бронетранспортера Pandur 6X6, що виготовляється для словенської армії словенською фірмою Sistemska Tehnika за ліцензійною угодою на виробництво з австрійською фірмою Steyr Daimler Puch Spezialfahrzeug AG & Co KG (тепер у складі General Dynamics Land Systems – Europe).
Названа на честь карантанського князя Валука.

## Опис
Машина вагою 12,3 т приводиться в дію 6-циліндровим дизельним двигуном Steyr WD 612.95 із турбонаддувом. Її запас ходу становить приблизно 600 км дорогами та 200—300 км в умовах бездоріжжя.
Стандартний бронезахист машини покликаний витримати обстріли бронебійними кулями калібру 7,62 мм по окружності та 12,7-мм бронебійними кулями у фронтальній зоні. На додачу, БТР можна оснастити комплексом додаткового навісного керамічного захисту від компанії Rafael, який убезпечує від бронебійних куль калібру 12,7 мм на всі 360 градусів.
Екіпаж бронемашини, що складається з трьох осіб, захищений від підриву на протитанкових і протипіхотних мінах, його відсік забезпечений автоматичною системою виявлення пожеж і пожежогасіння. Машина має також десантне відділення на шістьох вояків.
Бронетранспортер має відкриту турель, яка може бути оснащена великокаліберним кулеметом або ж 40-мм автоматичним гранатометом. Бойовий модуль машини може бути оснащено зовнішньо встановленими протитанковими керованими ракетами TOW.

## Історія

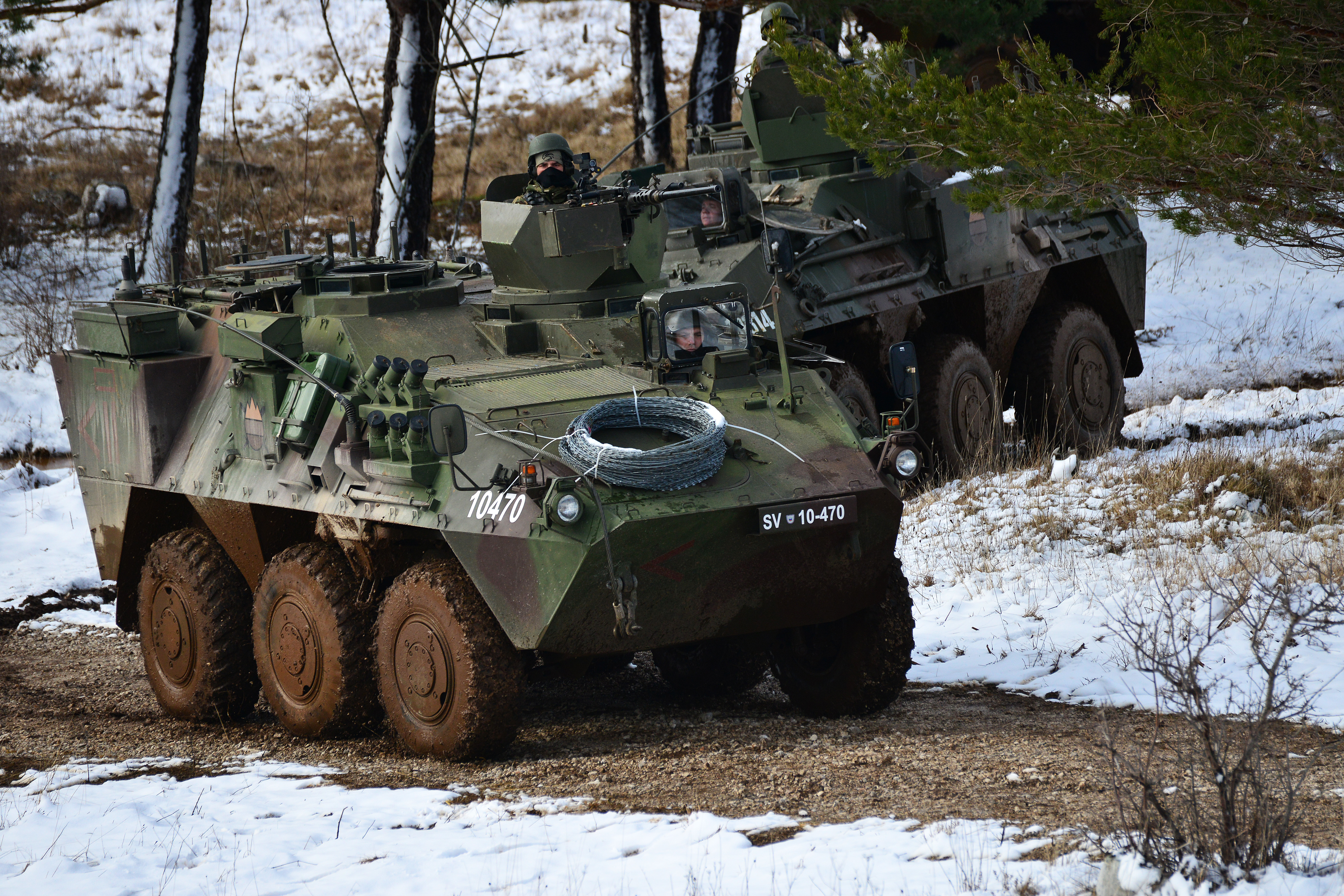
Словенські БТР'и Valuk на навчанні, 2016 р.

Машину було розроблено в 1980-х, але виробництво розпочалося тільки в середині 1990-х.

## Варіанти
Подібно до більшості сучасних бойових машин піхоти, цей БТР має кілька варіантів залежно від функції:
- Транспортувальний варіант
  - Екіпаж: 3+6
  - Озброєння: 12,7-мм кулемет або 40-мм автоматичний гранатомет
- Варіант швидкої допомоги
  - Екіпаж: 3+4/(2+3)/6
  - Озброєння: немає
- Варіант самохідного міномета
  - Екіпаж: 2+2
  - Озброєння: міномет Cardom 120 мм
- Розвідницький варіант
  - Екіпаж: 3 особи
  - Озброєння: 25-мм автоматична гармата M242 Bushmaster і 7,62-мм спарений кулемет, установлений за допомогою бойового модуля Rafael OWS-25.

## Експлуатанти
- Словенія — 65 одиниць
- Україна — 20 од.

### Україна
2023 року уряд Словенії передав Україні 20 одиниць Valuk, доставивши їх літаком C-17 до однієї із сусідніх з Україною держав. До передачі на озброєнні Словенії перебувало 85 таких машин, які прослужили її сухопутним військам 24 роки. Відомо про перебування машин цього типу в 44 ОМБр.